# 빙산 이론
빙산이론(iceberg theory) 또는 생략이론(영어: theory of omission)은 미국 단편소설에서 나타나는 경향인 미니멀리즘 수법을 효과적으로 사용한 어니스트 헤밍웨이가 제시한 이론이다.
헤밍웨이가 저널리스트로 활동할 당시, 그는 거의 없다시피한 전후 상황과 설명을 덧붙인 즉각적인 사건에 대한 신문 보도에 매진해야만 하였다. 그는 이러한 미니멀리즘 경험을 그대로 소설에도 적용시킨 것이다.
그는 소설에서 보다 깊은 의미는 노골적으로 표면에 드러나서는 안 되고, 내포와 암시를 통해 빛나도록 해야 한다고 주장하였다. 즉, 빙산 이론에서 수면 위의 빙산은 작가가 직접적으로 드러내야 할 표면적 요소이고, 수면 아래의 은밀히 감춰진 빙산은 표면적으로 드러나지 않는 보다 깊은 의미를 뜻하는 것이다.
"만약 한 신문 작가가 자기가 무슨 글을 쓰고 있는지에 대하여 충분히 알고 있다면, 자신이 알고 있는 바를 생략할 수 있으며, 작가가 충분히 진실되게 글을 쓰고 있다면 독자들은 마치 작가가 그것들을 진술한 것과 마찬가지로 강렬한 느낌을 받게 될 것이다. 빙산 이론의 위엄은 오직 팔 분의 일에 해당하는 부분만이 물 위에 떠 있다는 데 있다." - 헤밍웨이

## 같이 보기
- 귀추법
- 사례기반추론
- 결의론
- 아기 신발 팝니다. 신어 본 적은 없어요
- 보면 안다